# Bitwa koło przylądka Spatha
Bitwa koło przylądka Spatha – bitwa morska stoczona 19 lipca 1940 roku na Morzu Śródziemnym pomiędzy australijskim krążownikiem lekkim HMAS „Sydney” eskortowanym przez pięć niszczycieli Royal Navy a dwoma włoskimi krążownikami lekkimi „Giovanni delle Bande Nere” i „Bartolomeo Colleoni”. W wyniku pojedynku artyleryjskiego „Bartolomeo Colleoni” został uszkodzony, a następnie zatopiony torpedami brytyjskich niszczycieli.

## Misja włoskich krążowników
W połowie lipca 1940 roku dowództwo Regia Marina podjęło decyzję wysłania dwóch lekkich krążowników do bazy na wyspie Leros w archipelagu Dodekanezu. Jednostki te pod dowództwem admirała Ferdinando Casardiego, który wybrał na swój okręt flagowy „Giovanni delle Bande Nere”, miały stworzyć zespół do zwalczania brytyjskiej żeglugi na Morzu Egejskim. W drodze na Leros miały jeszcze zbombardować Sollum w północno-zachodnim Egipcie, ale ostatecznie rozkaz ten anulowano. Włoskie krążowniki opuściły Trypolis wieczorem 17 lipca. Ich dowódca zdecydował się wybrać, jako bezpieczniejszą, drogę przez Morze Kreteńskie, gdzie według dostępnych mu informacji nie było ciężkich okrętów brytyjskich.

## Działania Royal Navy na Morzu Egejskim
Wbrew informacjom admirała Casardiego na wodach greckich działały jednostki Royal Navy. Na północ od Krety cztery brytyjskie niszczyciele 2. Flotylli: HMS „Hyperion”, HMS „Ilex”, HMS „Hero” i HMS „Hasty” pod dowództwem komandora podporucznika H.St.L. Nicholsona prowadziły patrol przeciwko okrętom podwodnym. W nocy z 17 na 18 lipca wyszedł z Aleksandrii, po pięciodniowym pobycie celem uzupełnienia amunicji i zapasów, lekki krążownik Royal Australian Navy (przydzielony do Floty Śródziemnomorskiej admirała Cunninghama) HMAS „Sydney” w eskorcie niszczyciela HMS „Havock”. Ich zadaniem miało być zwalczanie żeglugi włoskiej w Zatoce Ateńskiej oraz zapewnienie wsparcia dla niszczycieli u wybrzeży Krety. Krążownikiem dowodził komandor John Collins.
Australijski dowódca zdawał sobie sprawę z faktu, że dla Włochów niezwykle istotne jest utrzymanie drogi morskiej prowadzącej na Dodekanez. Obawiając się, że oddane pod jego ochronę niszczyciele mogą napotkać silniejszy zespół przeciwnika zdecydował się przesunąć swoje dwa okręty o około 100 mil morskich na południe od wyznaczonego obszaru patrolowania, zachowując ciszę radiową.

## Starcie obydwu zespołów
Około 7.20 (czasu GMT) rano 19 lipca 1940 roku z krążowników włoskich płynących w pobliżu przylądka Spatha (północno-zachodnie wybrzeże Krety) zauważono cztery niszczyciele, rozpoznane jako jednostki brytyjskie. W kilka minut później Włosi otworzyli ogień z dział kalibru 152 mm. Wobec przewagi nieprzyjaciela, komandor Nicholson nakazał natychmiastowy zwrot na północ, w stronę odległego o około 45 mil HMAS „Sydney”. Z uciekających niszczycieli rozpoczęto nadawanie sygnałów radiowych, informując dowódcę australijskiego krążownika o aktualnej sytuacji. Komandor Collins, nie przerywając ze swej strony ciszy radiowej, mógł wybrać dogodny dla siebie moment rozpoczęcia walki.
Po godzinnym pościgu za niszczycielami włoskie krążowniki znalazły się w zasięgu dział artylerii głównej HMAS „Sydney”. Ostrzelani Włosi zmienili kurs na południowy, ku brzegom Krety, ale nie przerywali walki. Australijski krążownik, do którego dołączyły teraz wszystkie niszczyciele, podążał za nimi. Nieskuteczna wymiana ognia z obu stron trwała kolejną godzinę. W jej trakcie włoskie krążowniki kryły się na przemian za zasłoną dymną, co zmuszało australijskich artylerzystów do przenoszenia ognia z jednego celu na drugi. W końcu około godziny 9.23. udało im się uzyskać bezpośrednie trafienie w „Bartolomeo Colleoni”, które zablokowało ster okrętu. Kolejny pocisk, trafiając w siłownię, unieruchomił włoski krążownik i pozbawił go energii elektrycznej.
Komandor Collins nakazał pozostać przy „Bartolomeo Colleoni” trzem niszczycielom: HMS „Hyperion”, HMS „Ilex” i HMS „Havock”, które miały zatopić nieprzyjacielską jednostkę i zająć się ratowaniem rozbitków, zaś sam na HMAS „Sydney” w eskorcie HMS „Hero” i HMS „Hasty” kontynuował pościg za „Giovanni delle Bande Nere”. Większa szybkość krążownika włoskiego i kończąca się amunicja w prowadzących ogień dziobowych wieżach artyleryjskich HMAS „Sydney” (po walce w komorach amunicyjnych wież „A” i „B’ pozostało łącznie 10 pocisków) spowodowały przerwanie pościgu o godzinie 10.37. „Giovanni delle Bande Nere” dotarł bezpiecznie do Bengazi.
Trzy niszczyciele pozostałe przy uszkodzonym „Bartolomeo Colleoni” rozpoczęły ostrzał artyleryjski krążownika, którego załoga próbowała początkowo odpowiadać ogniem naprowadzanych ręcznie armat przeciwlotniczych kal. 100 mm. Wkrótce jednak włoską jednostkę opanował pożar, który doprowadził do wybuchu komór amunicyjnych na dziobie, a następnie, po otrzymaniu trafień torpedami wystrzelonymi z HMS „Hyperion” i HMS „Ilex” krążownik zatonął o godzinie 9.59 w odległości 6 mil morskich od brzegów Krety. Niszczyciele przystąpiły niezwłocznie do ratowania rozbitków, przyjmując ogółem na pokłady 525 osób (siedmiu dalszych członków załogi „Bartolomeo Colleoni” zostało uratowanych później przez inne jednostki), po czym HMS „Hyperion” i HMS „Ilex” popłynęły dołączyć do HMAS „Sydney” a HMS „Havock” kontynuował akcję ratowniczą. Została ona ostatecznie przerwana przez nalot samolotów włoskich. W drodze powrotnej wszystkie okręty stały się celem ataku włoskiego lotnictwa startującego z baz na Dodekanezie, ale lekkie uszkodzenia odniósł jedynie HMS „Havock”. Wszystkie okręty wpłynęły do portu w Aleksandrii 20 lipca przed południem.

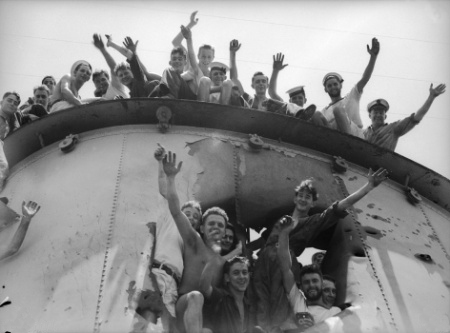
Uszkodzony w bitwie komin HMAS „Sydney”

Oprócz uszkodzeń HMS „Havock” jedno uderzenie włoskim pociskiem odnotował jedynie australijski krążownik. O godzinie 9.21 został on trafiony w przedni komin, co spowodowało lekkie ranienie jednego z członków załogi i znikome uszkodzenia. Po stronie włoskiej, oprócz zatopienia „Bartolomeo Colleoni” (zginęło przy tym 121 członków załogi a dowódca okrętu, komandor Umberto Novaro zmarł z ran po przywiezieniu do Aleksandrii i został tam pochowany z pełnymi honorami wojskowymi) także „Giovanni delle Bande Nere” otrzymał dwa trafienia pociskami z HMAS „Sydney”, tracąc ośmiu zabitych i 16 rannych marynarzy.
Ponieważ admirał Cunningham podejrzewał, że uciekający na zachód włoski krążownik mógł schronić się w porcie w Tobruku, następnego dnia po bitwie sześć samolotów torpedowych Fairey Swordfish z lotniskowca HMS „Eagle” (startujące z lotniska w pobliżu Sidi Barrani) zaatakowało bazujące tam włoskie jednostki. Wobec braku „Giovanni delle Bande Nere”, na cel wzięto lżejsze okręty, zatapiając dwa niszczyciele i statek handlowy.

## Dalsze losy okrętów uczestniczących w bitwie
Spośród wszystkich okrętów uczestniczących w bitwie koło przylądka Spatha jedynie dwa brytyjskie niszczyciele służyły do zakończenia II wojny światowej. Były to HMS „Ilex” oraz HMS „Hero” (od 1943 roku kanadyjski HMCS „Chaudière”). HMAS „Sydney” zatonął 19 listopada 1941 roku po bitwie z niemieckim rajderem „Kormoran”, „Giovanni delle Bande Nere” został zatopiony 1 kwietnia 1942 roku w pobliżu wyspy Stromboli przez okręt podwodny HMS „Urge”. HMS „Hyperion” zatonął po wejściu na minę 22 grudnia 1940 roku, HMS „Havock” został zniszczony przez własną załogę po wejściu na mieliznę u wybrzeży Tunezji 6 kwietnia 1942 roku zaś HMS „Hasty” został storpedowany 14 czerwca 1942 roku przez niemiecki ścigacz torpedowy S-55 i zatopiony następnego dnia przez HMS „Hotspur”.